# Сметанникова, Анастасия Юрьевна
Сметанникова Анастасия Юрьевна - (род. 20 августа 1990) — российский музыковед и педагог. Кандидат искусствоведения, старший преподаватель кафедры продюсерства исполнительских искусств  (Ростовская государственная консерватория имени С. В. Рахманинова), член Российского общества "Знание", медиаблогер, резидент продюсерского центра Insight People.

## Биография
Родилась в 1990 году. Училась в Ростовской государственной консерватории имени С. В. Рахманинова на кафедре музыкального менеджмента. Окончила её в 2013 году, после чего осталась там же преподавать.
С 2013 по 2016 гг. обучалась в аспирантуре Ростовской государственной консерватории имени С. В. Рахманинова (кандидатская диссертация — Роль творческих союзов и концертных учреждений в организации музыкальной жизни провинциального города конца XIX — первой половины XX века : на примере г. Ростова-на-Дону, научный руководитель — А. В. Крылова; 2016), состоит в Совете молодых учёных и специалистов (СМУС) при Ростовской государственной консерватории имени С. В. Рахманинова. Постоянный член жюри ежегодного всероссийского конкурса «Я продюсер».
С 2013 по н.в. преподаёт на кафедре продюсерства исполнительских искусств в Ростовской консерватории, с 2020 года — является членом Всероссийского общества «Знание», с 2023 года — резидент продюсерского центра Insight People.
Автор научных работ, опубликованных в России и за рубежом. Принимает участие в международных и российских конференциях. Область научных интересов — история творческих союзов и концертных учреждений г. Ростова-на-Дону XIX—XX веков, влияние нейросетей и видеохостингов на современную музыкальную индустрию.
В 2021 году была удостоена II премии в конкурсе «Лучший лектор» от Всесоюзное общество «Знание» (в н.в. — Российское общество «Знание»)